# Рамазан, Муса
Муса Рамазан (тур. Musa Ramazan; 1922, Хулисма, ДАССР, СССР — 6 августа 2004) — турецкий педагог-фольклорист и писатель дагестанского происхождения.

## Биография
По происхождению лакец, родился в 1922 году в селе Хулисма Лакского района Дагестана . Отца звали Мухаммед, мать — Муслимат, фамилия Исупкал.
В 1941 году в рядах советской армии воевал против немцев во Второй мировой войне. В 1942 году попал в немецкий плен вместе со всеми своими фронтовыми товарищами на Севастопольском фронте в Крыму. В нацистских лагерях находился до 15 мая 1943 года. Едва избежал сдачи Советскому Союзу в конце войны. Он был свидетелем Дравской трагедии, чему впоследствии отражается в его мемуарах. Прожив некоторое время в Австрии и Италии, в 1949 году приехал в Турцию с группой кавказцев и стал гражданином Турецкой Республики. В первые годы он поселился сначала в Бурсе, а затем в Стамбуле и работал на Гранд-базаре, делал ювелирные изделия.
Женился на Захиде Ханым в 1956 году. Вышел на пенсию в 1996 году, проработав 42 года ювелиром на Гранд-базаре.

## Деятельность
С 1951 года управлял и преподавал фольклор в «Северо-Кавказской ассоциация культуры и солидарности». Со временем это объединение превратилось в «Общество образования и культуры им. Шамиля», он был одним из его учредителей. Муса Рамазан владел лакским, турецким и русским языками.
Его статьи и переводы публиковались во многих журналах, в частности в журнале «Северный Кавказ» (тур. «Kuzey Kafkasya»), печатном органе Северо-Кавказской ассоциации культуры и солидарности.
Преподавал кавказские танцы более чем четырёмстам ученикам.

## Награды
11 мая 1964 года, в день независимости Северного Кавказа, награждён серебряным кубком «Долг благодарности» Северо-Кавказского общества культуры и солидарности.
11 января 1986 года Федерация ассоциаций иммигрантов и беженцев иностранных турок наградила памятной доской «День благодарения».
В 1998 году был удостоен «Благодарственной грамоты» Фонда образования и культуры Шамиля как член-учредитель по случаю «20-летия основания Фонда».
28 декабря 2003 г. в рамках программы «Ночь гордости Мусы Рамадан», в которой приняли участие более 400 гостей, он собрался вместе со своими учениками всех возрастов и был награждён различными наградами и подарками, а также было показано кино-шоу, посвящённого его жизни.